# La finestra di fronte
La finestra di fronte è un film del 2003 diretto da Ferzan Özpetek. 
Gli interpreti principali sono Giovanna Mezzogiorno, Raoul Bova, Filippo Nigro e Massimo Girotti.
Il film è stato dedicato alla memoria di Massimo Girotti, scomparso poco dopo aver ultimato le riprese del film.

## Trama
Giovanna, sposata con Filippo e madre di due bambini, Martina e Marco, è insoddisfatta della propria vita: non apprezza il lavoro come contabile in una polleria, spesso è in crisi col marito che passa da un lavoro precario all'altro e, sognando una vita migliore, spia di nascosto Lorenzo, il vicino che abita nel palazzo di fronte.

Filippo

Un giorno ritornando a casa incontra un anziano signore, privo di memoria, che afferma di chiamarsi Simone. Nonostante Filippo decida di ospitarlo temporaneamente a casa, in attesa che si riprenda, Giovanna è riluttante a prendersi cura di lui ma, poco a poco, gli si affeziona e cerca di scoprirne l'identità. Col tempo, proprio con l'aiuto di Lorenzo, riesce a svelarne il triste segreto: l'uomo in realtà si chiama Davide Veroli, ebreo ed omosessuale scampato al rastrellamento del 1943, durante il quale si trovò a scegliere se avvertire e quindi salvare un gruppo numeroso di persone o l'uomo amato (il vero Simone). Davide scelse di salvare quante più persone possibile (la donna che ora lo accudisce era una bambina sfuggita alla sventura grazie a lui) sacrificando per questo la vita di Simone, ma trascorrendo poi l'intera esistenza a struggersi nel rimpianto.
Questa ricerca nel passato dell'uomo induce Giovanna a guardarsi dentro e a comprendere di aver perso i suoi sogni e le sue passioni. Riacquistata la memoria è proprio Davide, che in passato era stato proprietario di una grande pasticceria a Roma, a spingerla a coltivare la passione per i dolci che Giovanna preparava come hobby.
Giovanna, dopo essersi scambiata un bacio appassionato con Lorenzo, scopre con enorme sorpresa di essere stata spiata a sua volta, e con maggior fervore. Decide così di passare la notte con lui, per fuggire, almeno per una sera, dalla pesante e soffocante routine quotidiana. Poco prima di andare fino in fondo si affaccia però alla finestra della casa di Lorenzo e lì, in una sorta di flashback, vede se stessa e i suoi affetti più cari e si rende conto che se andasse avanti perderebbe tutto, i suoi sogni e le persone che più ama. Decide così di lasciare Lorenzo, che l'indomani deve partire per trasferirsi definitivamente ad Ischia. Il giorno dopo, in preda ad una improvvisa indecisione, Giovanna corre giù per le scale nella speranza di poter parlare ancora una volta con Lorenzo, ma non fa in tempo a raggiungerlo, vede soltanto la sua auto allontanarsi per sempre.
Ritornata sui suoi passi, troverà lavoro in una pasticceria, cominciando a vivere con più consapevolezza e serenità la sua vita, come le aveva consigliato Davide, nel frattempo venuto a mancare.

## Colonna sonora
La colonna sonora è di Andrea Guerra: i titoli di coda scorrono sulla canzone Gocce di memoria di Giorgia.
1. La finestra di fronte
2. Sezen Aksu - Karşı pencere
3. Il pensiero di te
4. Guadalupe Pineda featuring Los Tres Ases - Historia de un amor
5. La scelta
6. Il confronto
7. Nada - Ma che freddo fa
8. Le torte e i ricordi
9. La panchina sul prato
10. L'amore perduto (adagio)
11. Mina - Chihuahua
12. La finestra di fronte (epilogo)
13. Una lettera mai letta
14. Sezen Aksu - Şarkı söylemek lazım
15. Il confronto
16. L'amore perduto
17. Giorgia - Gocce di memoria.

## Distribuzione
Il film è uscito nelle sale italiane il 28 febbraio 2003.

## Riconoscimenti
- 2003 - David di Donatello
  - Miglior film a Gianni Romoli, Tilde Corsi e Ferzan Özpetek
  - Miglior attrice protagonista a Giovanna Mezzogiorno
  - Miglior attore protagonista a Massimo Girotti
  - Migliore colonna sonora a Andrea Guerra
  - David scuola a Ferzan Özpetek
  - Nomination Miglior regia a Ferzan Özpetek
  - Nomination Migliore attrice non protagonista a Serra Yılmaz
  - Nomination Migliore sceneggiatura a Gianni Romoli e Ferzan Özpetek
  - Nomination Migliore produttore a Gianni Romoli e Tilde Corsi
  - Nomination Migliore fotografia a Gianfilippo Corticelli
  - Nomination Miglior montaggio a Patrizio Marone
  - Nomination Migliore sonoro a Marco Grillo
- 2003 - Nastro d'argento
  - Miglior attrice protagonista a Giovanna Mezzogiorno
  - Miglior soggetto a Gianni Romoli e Ferzan Özpetek
  - Migliore canzone originale (Gocce di memoria) a Giorgia
  - Nomination Miglior regia a Ferzan Özpetek
  - Nomination Migliore attore non protagonista a Filippo Nigro
  - Nomination Miglior produttore a R&C Produzioni
  - Nomination Migliore sceneggiatura a Gianni Romoli e Ferzan Özpetek
  - Nomination Migliore scenografia a Andrea Crisanti
  - Nomination Migliore colonna sonora a Andrea Guerra
- 2003 - Globo d'oro
  - Miglior film a Ferzan Özpetek
  - Miglior attore a Filippo Nigro
  - Miglior attrice a Giovanna Mezzogiorno
  - Miglior sceneggiatura a Ferzan Özpetek e Gianni Romoli
- 2003 - Ciak d'oro
  - Miglior film[2]
  - Miglior attrice protagonista a Giovanna Mezzogiorno[2]
  - Miglior attrice non protagonista a Serra Yılmaz[2]
  - Miglior colonna sonora a Andrea Guerra[2]
- 2003 - European Film Awards
  - Nomination Miglior attrice protagonista (Premio del Pubblico) a Giovanna Mezzogiorno
- 2003 - Premio Flaiano
  - Miglior attrice protagonista (Premio del Pubblico) a Giovanna Mezzogiorno
  - Miglior attrice non protagonista a Serra Yılmaz
- 2003 - Festival Internazionale del cinema di Karlovy Vary
  - Grand Prix - Globo di Cristallo a Ferzan Özpetek
  - Miglior regia a Ferzan Özpetek
  - Miglior attrice protagonista a Giovanna Mezzogiorno
- 2004 - Bangkok International Film Festival
  - Miglior attrice protagonista a Giovanna Mezzogiorno
  - Nomination Miglior film a Ferzan Özpetek
- 2003 - Copenaghen International Film Festival
  - Nomination Swann d'oro a Ferzan Özpetek
- 2004 - Foyle Film Festival
  - Miglior film a Ferzan Özpetek
- 2004 - Ghent International Film Festival
  - Canvas Audience Award a Ferzan Özpetek
- 2004 - Rehoboth Beach Independent Film Festival
  - Miglior film a Ferzan Özpetek
- 2004 - Seattle International Film Festival
  - Miglior film
- 2003 - Gransito Movie Awards
  - Miglior film
  - Miglior film italiano
  - Miglior canzone (Gocce di memoria)